# كييند
 كييند ، بالفارسية (روستای كييند)، (بالإنجليزية: Keyend) ، قرية جبلية صغيرة تقع على سفوح سلسلة جبال كاه بست ، و تتبع لـالبلدة المركزية (بالفارسية: بخش مركزى ) من توابع مدينة بستك وتقع في محافظة هرمزغان في جنوب إيران.
يسكنها بضعة نفر من البدو الرحل من قاطني الجبال الشاهقة، والرُّحّل لفظ يطلق بصورة عامة على المجموعات البشرية التي يعتمد نمط معيشتها على الترحال والتنقل بدلاً من العيش في القرى والمدن. ويعيشون على رعي الإبل والماشية ويتنقلون من مكان لآخر طلبا للماء والكلأ . وأحياناً يتخذون من سفوح الجبال مسكناً لهم، تجارة المواشي والأغنام و الجمال.

## وصلات خارجية
- التقسيمات الإدارية لمحافظة هرمزغان نسخة محفوظة 23 نوفمبر 2006 على موقع واي باك مشين.